# Folclor
Folclorul reprezintă totalitatea creațiilor artistice ale unei culturi spirituale populare, asociate unei etnii sau unui grup de etnii. Studiul folclorului intră în sfera mai multor discipline tinere, între care prima apărută a fost folcloristica. Deși interesul pentru cultura poporului există dintotdeauna, orânduirea informațiilor într-un sistem de convenții, clasificarea lor și studierea în mod științific nu s-au produs mai devreme de a doua jumătate a secolului XIX.

## Istoric

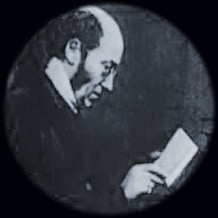
William Thoms (1803-1885) este cel care a propus termenul folklore (1846).

### Nașterea conceptului
Cuvântul folclor provine din engleză folklore, fiind compus din cuvintele folk (oameni, popor) și lore (tradiție sau cunoaștere). Termenul a fost inventat de anticarul britanic William John Thoms (1803-1885), pentru a înlocui termenul "Popular Antiquities", utilizat până atunci.
La 22 august 1846, el scria în revista Athenaeum:
What we in England designate as Popular Antiquities or Popular Literature.... would be more aptly described by a good Saxon compound, Folk-Lore-the Lore of the People. (Ceea ce în Anglia este desemnat ca „antichități populare” sau „literatură populară” … ar putea fi descris mai adecvat printr-un cuvânt compus saxon „Folk- Lore”, adică tradițiile/cunoașterea poporului.)
În România, împământenirea conceptului îi este atribuită lui B. P. Hasdeu.

### Evoluția folcloristicii la români
Folclorul românesc reprezintă totalitatea creațiilor culturii spirituale românești. Sintagma se referă la producțiile etniilor vorbitoare de limba română în toate dialectele ei (majoritar dacoromân, dar și aromân, meglenoromân și istroromân), semnalate în interiorul granițelor românești. Urmărind firul istoriei, folclorul Românilor include și creațiile atribuite etniilor premergătoare populației românești (traco-daci și presupușii proto-români, în situația în care nu există izvoare istorice care să ateste o populație la nord de Dunăre în Evul mediu timpuriu, până în mileniul doi al erei creștine).
Cunoscut la nivel regional mai ales în urma studiilor cu un caracter științific întreprinse în secolul XX, folclorul pe teritoriul României a fost împărțit în numeroase zone folclorice, în funcție de regiuni, văi ale râurilor mai importante, județe sau subregiuni ale unui județ. Folclorul ajunge să fie divizat chiar și în funcție de sate sau comune. Acest sistem de diviziuni, aparent exagerat, evidențiază multitudinea de obiceiuri, tradiții, datini care, însumate, relevă identitatea românilor, existența lor străveche.
Principalele zone folclorice românești sunt următoarele: Crișana, Banat, Țara Moților, Țara Oașului, Dobrogea, Moldova, Bucovina, Oltenia, Argeș, ținutul Mehedinți, zona Harghitei, care sunt în continuare subdivizate în zone mai mici, delimitate de un grad mai mare de particularitate în privința producțiilor folclorice.

## Particularități ale școlii românești de folclor
Compozitorii noștri au sesizat particularitățile melodice, ritmice, structurale și Frumusețea creației populare și le-au valorificat in lucrări proprii. In felul acesta ei ai pus temeliile școlii naționale românești, înscriind in circuitul universal lucrări reprezentative ale spiritualității noastre. 
Momentul afirmării școlii muzicale românești in cinstituie prezentarea in prima audiție, in 1989, la Paris, a Poemei romane de George Enescu. Lucrarea reprezintă o sinteza a principalelor genuri muzicale românești: Doina, cântecul de joc și vechea cântare bisericeasca.